# Alexandr Rodčenko
Alexandr Michajlovič Rodčenko (23. listopadujul./ 5. prosince 1891greg., Petrohrad – 3. prosince 1956, Moskva) byl sovětský fotograf a výtvarník, jeden z nejuniverzálnějších představitelů konstruktivismu, produktivismu a novinářské fotografie, kteří se objevili po Říjnové revoluci. Vymýšlel také plakáty pro kina, továrny a knižní nakladatele. Než se zaměřil na fotomontáže a fotografii, pracoval jako sochař, malíř a grafik. Jeho fotografie byly sociálně angažované, inovativní svou formou a odlišné od malířské estetiky. Pro své analyticko-dokumentární soubory využíval často záběry ze zvláštních úhlů – obvykle shora nebo zdola. Fotografii považoval za mnohostranné médium, které nejlépe odráží možnosti aktivního oka.

## Život a dílo
Rodčenko se narodil v Petrohradě v dělnické rodině. V roce 1902 se přestěhovali do Kazaně, kde studoval Kazaňskou školu umění pod vedením Nikolaje Fešina a Georgie Medveděva a Stroganovův Institut v Moskvě. Pod vlivem suprematisty Kazimira Maleviče vytvořil první abstraktní kresby v roce 1915. V roce 1916 se účastnil výstavy Bouře organizované Vladimirem Tatlinem.
Rodčenko byl tehdejší vládou v roce 1920 jmenován ředitelem zodpovědným za reorganizaci uměleckých škol a muzeí. V letech 1920–1930 učil na Vyšších technicko-uměleckých ateliérech.
V roce 1921 se stal členem skupiny Produktivisté, která obhajovala začlenění umění do každodenního života. Zanechal malby, aby se mohl věnovat grafickému designu plakátů, knih a filmů. Byl hluboce ovlivněn myšlenkami a praktikami filmového tvůrce Dzigy Vertova, se kterým intenzivně spolupracoval v roce 1922. Ovlivněný fotomontážemi německých dadaistů, Rodčenko zahájil vlastní experimenty s tímto médiem. Nejprve v roce 1923 využíval nalezených obrázků, od roku 1924 začal také fotografovat. Jeho první publikovanou fotomontáží byla ilustrace Majakovského básně O tomto v roce 1923.
Od roku 1923 do roku 1928 Rodčenko s Majakovským (kterého několikrát portrétoval) úzce spolupracoval na designu a layoutu publikací konstruktivistických umělců LEF a Nový LEF. Mnoho jeho fotografií se objevilo a bylo použito na těchto časopisech jako obálky. Jeho snímky eliminovaly zbytné detaily, zdůrazňovaly dynamické diagonální kompozice a byly zaujaty umístěním a pohybem předmětů v prostoru.
Ve 20. letech byly Rodčenkovy práce abstraktní do té míry, že byly nefigurativní. Ve třicátých letech s měnícími se stranickými požadavky na umělecké praktiky se soustředil na sportovní fotografii a snímky z přehlídek a jiných pohybů s choreografií. V roce 1928 se Rodčenko připojil ke skupině Okťabristů (Объединение новых видов художественного труда «Октябрь»), ale po třech letech byl vyloučen a obviněn z formalismu.
Fotografové Boris Ignatovič společně s Alexandrem Rodčenkem byli jedněmi z organizátorů a vedoucích skupiny Říjen (Okťabr). Ve 30. letech se podíleli na propagaci nové věcnosti v Rusku. Využívali speciální techniky, například Sabatierův efekt, porušení citlivé vrstvy retikulací (zvrásnění, mřížkování), fokalk (tepelná destrukce citlivé vrstvy skleněné fotografické desky) a struktáž (kresba fotografickými roztoky – vývojkou nebo ustalovačem). V kompozici využívali úhlopříčky, dvojexpozice, montáž, koláž, kombinaci s kresbou nebo typografií. Invenční prací s úhlem pohledu, místem snímání a kompozicí dával Rodčenko a jeho příznivci svým snímkům dynamiku, která se ukázala jako účinný způsob tlumočení myšlenky.
Působil v redakci sovětského magazínu SSSR na strojke, který vycházel ve čtyřech jazykových mutacích v letech 1930–1941. Ve své době měl tento časopis nezanedbatelné místo v historii fotožurnalistiky za svůj významný přínos v publikování obrazových zpráv.
V pozdních 30. letech se vrátil k malování, skončil s fotografováním v roce 1942 a ve 40. letech vytvářel abstraktní expresionistická díla. V těchto letech pokračoval s organizací fotografických výstav pro vládu. Zemřel v Moskvě v roce 1956. Hodně z grafického designu 20. století bylo ovlivněno jedním mužem – Alexandrem Rodčenkem. Například jeho portrét Lilji Brik z roku 1924 inspiroval velký počet dalších prací včetně obálek mnoha hudebních alb.
Jeho fotografie jsou také součástí sbírky Fotografis, která byla představena na začátku roku 2009 v Praze.
Fotografujte ze všech zorných úhlů, nejen od pupku, dokud všechny zorné úhly nedojdou uznání! Nejzajímavější zorné úhly teď
směřují shora dolů a zezdola nahoru a s nimi se musí pracovat.
Alexandr Rodčenko

## Galerie

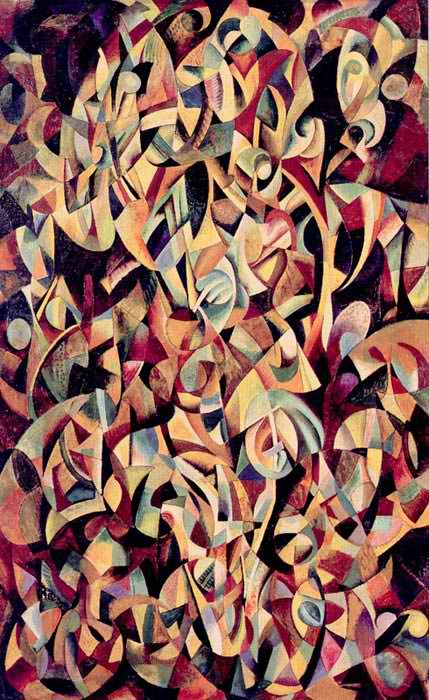
Tanec, 1915
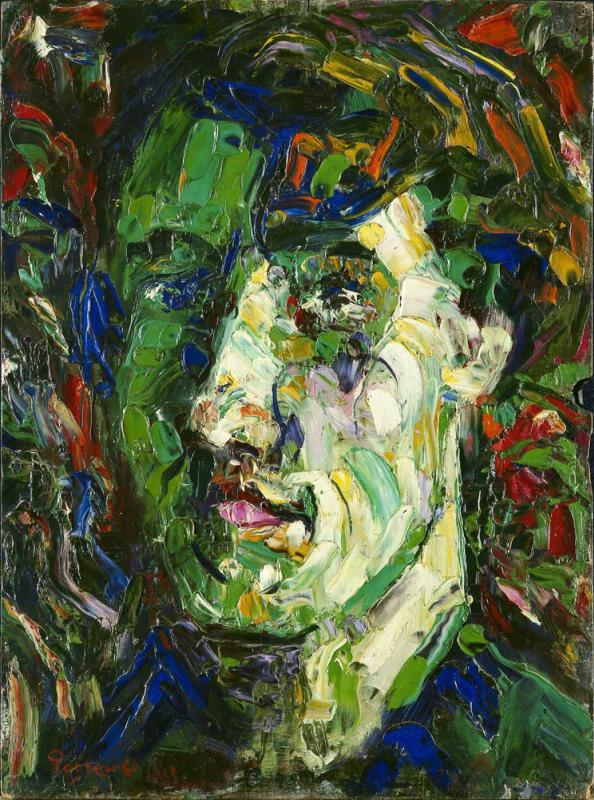
Portrét N. A. Rusakova
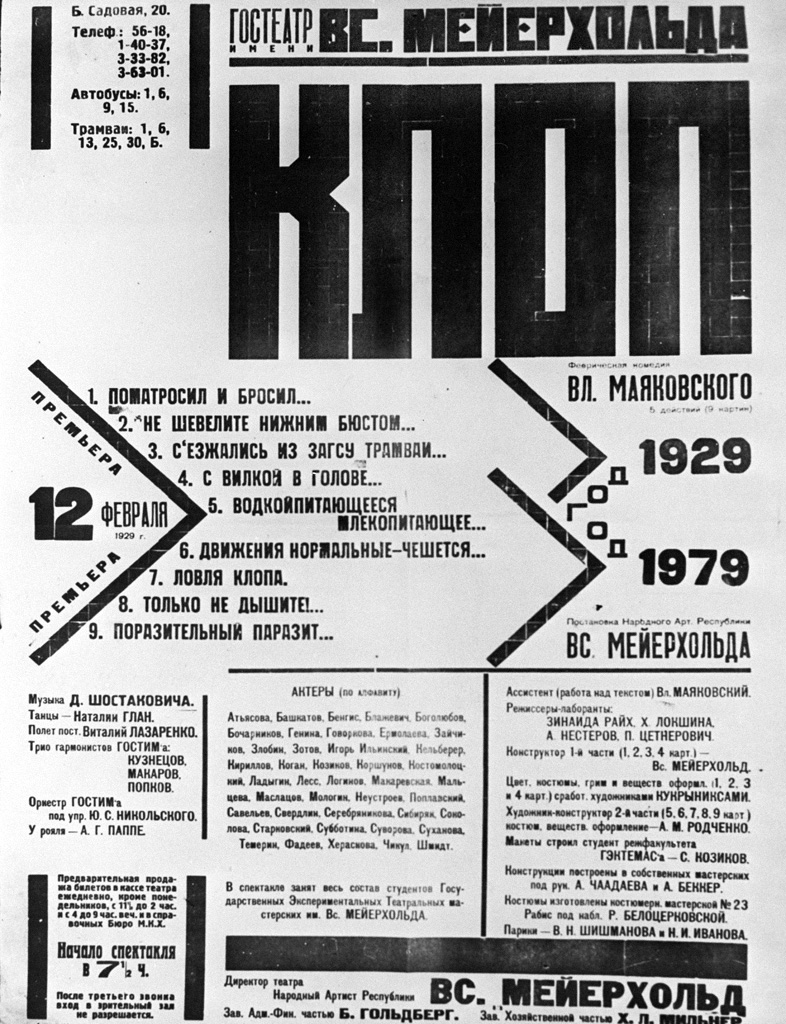
Plakát premiéry dramatu Štěnice na motivy díla Vladimira Majakovského